# Бандуровка (Липецкая область)
Банду́ровка — деревня в Измалковском районе Липецкой области России.
Входит в состав Лебяженского сельсовета.

## География
Деревня Бандуровка находится восточнее деревни Вязьма.
Через деревню проходит просёлочная дорога.

## Население
| 2010 |
| ---- |
| 11   |